# Gus (film, 1976)
Pour les articles homonymes, voir Gus.
Pour plus de détails, voir Fiche technique et Distribution.
Gus est un film américain réalisé par Vincent McEveety en 1976 sur un scénario d'Arthur Alsberg, produit par Walt Disney Productions. Basé sur un concept comique du dessinateur humoristique Ted Key, il met en scène un mulet dans une équipe de la National Football League.

## Synopsis
La piètre équipe de football américain de la California Atoms, membre de la National Football League, recrute un nouveau coéquipier bien peu ordinaire, en la personne de Gus, un mulet capable d'envoyer le ballon, d'un bout à l'autre du terrain...

## Fiche technique
- Titre original et français : Gus
- Réalisation : Vincent McEveety, Arthur J. Vitarelli (seconde équipe)
  - Assistant second réalisateur : Pat Kehoe, Bud Grace
- Scénario : Arthur Alsberg, Don Nelson d'après une histoire de Ted Key
- Direction artistique : John B. Mansbridge, Al Roelofs
  - Décorateur : Frank R. McKelvy
  - Matte painting : Peter S. Ellenshaw
- Image : Frank Phillips
- Musique : Robert F. Brunner, Walter Sheets (orchestration)
- Son : Herb Taylor (supervision), Frank Regula (mixage)
- Effets spéciaux : Eustace Lycett, Art Cruickshank, Danny Lee, Hans Metz
- Costumes : Chuck Keehne, Emily Sundby
- Maquillage : Robert J. Schiffer,
- Coiffure : La Rue Matheron
- Dresseur animalier : Robert Davenport
- Cascade : Buddy Joe Hooker (coordination), Denny Arnold, May Boss, KenDel Conte, Allan Graf
- Montage : Robert Stafford (image), Evelyn Kennedy (musique), George Fredrick (son)
- Conseiller technique : Les Josephson

Électricité : Carl Boles (chef électricien),
- Producteur : Ron Miller, Ronald R. Grow (assistant), Christopher Hibler (associé)
- Société de production : Walt Disney Productions
- Pays d'origine :  États-Unis
- Langue : Anglais
- Genre : Comédie
- Durée : 97 minutes
- Dates de sortie :
  - États-Unis : 7 juillet 1976
  - France : 22 septembre 1976

Sauf mention contraire, les informations proviennent des sources concordantes suivantes : Leonard Maltin, Mark Arnold et IMDb

## Distribution
- Edward Asner : Hank Cooper
- Don Knotts : Coach Venner
- Gary Grimes : Andy Petrovic
- Tim Conway : Crankcase
- Liberty Williams : Debbie Kovac
- Dick Van Patten : Cal Wilson
- Ronnie Schell : Joe Barnsdale
- Bob Crane : Pepper
- Johnny Unitas : Lui-même
- Dick Butkus : Rob Cargil
- Harold Gould : Charles Gwynn
- Tom Bosley : Spinner
- Títos Vandís : Papa Petrovic
- Hanna Hertelendy : Mama Petrovic
- Liam Dunn : Dr Morgan
- Virginia O'Brien : Reporter
- Kenneth Tobey : assistant directeur
- Irwin Charone : maître d'hôtel
- Timothy Brown : Calvin Barnes
- Jackson Bostwick : Stjepan Petrovic
- John Orchard : Capitaine de Pemberton
- Richard Kiel : l'homme grand
- Larry Slate : fan au LAX
- Larry McCormick : journaliste à New York
- Larry Burrell : annonceur des vestiaires
- Danny Wells : arbitre
- James Almanzar : entraîneur Garcia
- Milton Frome : Lukom
- Iris Adrian : femme du fan
- Bryan O'Byrne : responsable de l'épicerie
- Jack Manning : maire
- James Brown : entraîneur des mammouths
- Warde Donovan : boucher
- Jeanne Bates : infirmière
- Dick Enberg : annonceur des Atoms
- George Putnam : journaliste télé intervieweur
- Stu Nahan : journaliste de Los Angeles
- Ken Del Conte : kicker Kick O'brien
- Fred Dryer : joueur des Atoms
- Peter Paul Eastman : homme à l'aéroport
- Bowman Upchurch : homme aux jumelles dans la tribune de presse

Sauf mention contraire, les informations proviennent des sources concordantes suivantes : Leonard Maltin, Mark Arnold et IMDb

### Voix québécoises
- Vincent Davy : Hank Cooper
- Marcel Cabay : Spinner
- Luc Durand : Crankcase
- Jean-Louis Roux : Charles Gwynn
- André Montmorency : Andy Petrovic
- Patrick Peuvion : Cal Wilson
- Jean-Marie Moncelet : Lui-même
- Jean Fontaine : Pepper
- Ronald France : Joe Barnsdale
- Jean-Louis Millette : Coach Venner
- Victor Désy : Rob Cargil

## Sorties cinéma
Sauf mention contraire, les informations suivantes sont issues de l'Internet Movie Database.
- États-Unis : 7 juillet 1976
- France : 22 septembre 1976
- Allemagne de l'Ouest : 17 décembre 1976
- Japon : 25 décembre 1976
- Finlande : 4 mars 1977
- Autriche : 26 août 1977
- Brésil : 1977
- Australie : 4 mai 1978
- Uruguay : 29 juin 1979 (Montevideo)

## Origine et Production
Le concept du scénario a été fourni par le dessinateur humoristique Ted Key, crédité de deux autres films Disney, La Cane aux œufs d'or (1971) et Le Chat qui vient de l'espace (1978), apparaissant même dans le premier. La réalisation du film a été confiée à Vincent McEveety, l'un des réalisateurs de comédies Disney après le départ à la retraite de Robert Stevenson. McEveety retrouve avec ce film un style similaire à L'Homme le plus fort du monde (1975).
Le film a été réalisé en association avec la National Football League et certaines actions sur le terrain sont issues de vidéos d'archives des Packers de Green Bay et autres équipes, parfois de nouvelles prises de vues. Une partie de ses séquences de jeux ont été tournées au Los Angeles Memorial Coliseum et au Los Angeles Memorial Sports Arena (détruit en 2016 et remplacé par le Banc of California Stadium). D'autres scènes ont été tournée sur un terrain provisoire installé sur le parking des Walt Disney Studios Burbank. De vrais joueurs de football américain et journalistes sportifs ont participé au film comme Johnny Unitas, Dick Enberg, Stu Nahan, Dick Butkus et George Putnam. Le producteur (et gendre de Walt Disney) Ron Miller avait fait partie de l'équipe des Rams de Los Angeles. Les pulls de l'équipe ont été réutilisés dans le film Une nuit folle, folle (1979).
C'est la seconde apparition du tandem Tim Conway et Don Knotts, cette fois-ci dans le même camp.
C'est l'une des dernières apparitions cinématographiques de l'acteur Bob Crane, célèbre pour son rôle dans la série Papa Schultz (1965-1971) avant son assassinat en 1978.

## Sortie et accueil
Le film réalisé un résultat honorable au box-office avec 22 millions d'USD de recettes.
L'acteur Tim Conway est critique vis-à-vis du film et a dit « Quand vous faite un film comme Gus, vous n'avez pas besoin  de louer un costume pour la cérémonie des Oscar car vous ne serait pas sélectionné ». Pour Mark Arnold, le film est réjouissant mais typique des comédies Disney du milieu des années 1970.
Le film a été diffusé à plusieurs reprises dans les émissions d'anthologie Disney The Wonderful World of Disney en septembre 1977, 1979 et 1982.